# Rast (Romania)
Rast è un comune della Romania di 3 600 abitanti, ubicato nel distretto di Dolj, nella regione storica dell'Oltenia.